# أليس لو
أليس لو (بالإنجليزية: Alice Low)‏ هي كاتِبة وكاتبة للأطفال أمريكية، ولدت في 1926، وتوفيت في 20 مايو 2012.